# Herbert Stothart
Herbert Pope Stothart (Milwaukee, 11 de septiembre de 1885-Los Ángeles, 1 de febrero de 1949) fue un compositor, arreglista y director de orquesta estadounidense. También fue nominado a doce Premios de la Academia, ganando el de la mejor banda sonora original por  El mago de Oz. Stothart fue ampliamente reconocido como compositor de alto nivel de Hollywood durante las décadas de 1930 y 1940.

## Biografía
Herbert Stothart nació en Milwaukee, Wisconsin. Estudió música en Europa y en la Universidad de Wisconsin-Madison, donde más tarde impartió clases.
Stothart fue contratado por primera vez por el productor Arthur Hammerstein para ser un director musical para compañías de gira de Broadway, y pronto estaba escribiendo música para el sobrino del productor Oscar Hammerstein II. Compuso música para la famosa opereta, Rose-Marie. Stothart pronto se unió a muchos compositores famosos, incluidos Vincent Youmans, George Gershwin y Franz Lehár. Stothart logró el éxito dentro de la música pop como por ejemplo Cute Little Two by Four, Wildflower, Bambalina, The Mounties, Totem Tom-Tom, Why Shouldn’t We?, Fly Away, Song of the Flame, The Cossack Love Song, Dawn, I Wanna Be Loved by You, Cuban Love Song, The Rogue Song y The Donkey Serenade.
El año 1929 marcó el final de la era del cine mudo. Poco después de completar su último musical Aurora dorada (Golden Dawn, 1930) con Emmerich Kálmán, Oscar Hammerstein y Otto Harbach, Stothart recibió una invitación de Louis B. Mayer para mudarse a Hollywood. En 1929, Stothart firmó un gran contrato con la Metro-Goldwyn-Mayer (MGM).
Los siguientes veinte años de su vida los pasó en los estudios MGM, donde formó parte de un grupo de élite de compositores de Hollywood. Entre las muchas películas en las que trabajó estaba la famosa versión de 1936 de Rose Marie, protagonizada por Jeanette MacDonald y Nelson Eddy. Dirigió y escribió canciones y partituras para las películas Bajo el cielo de Cuba (The Cuban Love Song, 1931), La buena tierra (The Good Earth, 1937), Romeo y Julieta, Motín / Rebelión a bordo (Mutiny on the Bounty, 1935) —que le valió su primera nominación al Oscar—, La señora Miniver,Los verdes años (The Green Years, 1946) y El retrato de Dorian Gray. Su composiciones también incluyen la película de los Hermanos Marx Una noche en la ópera (A Night at the Opera, 1935), el drama romántico Ana Karenina basado en la obra de León Tolstói, dos adaptaciones de obras de Charles Dickens (Historia de dos ciudades y David Copperfield). Ganó un Óscar por su partitura musical para la película de 1939 El mago de Oz.
Herbert Stothart pasó toda su carrera en Hollywood en MGM. En 1947, sufrió un ataque al corazón mientras visitaba Escocia; más tarde, compuso una pieza orquestal (Heart Attack: A Symphonic Poem), basada en sus tribulaciones. Además, trabajó en otra composición (Voices of Liberation), encargada por el Coro Roger Wagner. Stohart murió dos años después a la edad de 63 años. Está enterrado en Glendale, California.

## Filmografía
| Título en España               | Título original                | Director(es)                     | Año  |
| ------------------------------ | ------------------------------ | -------------------------------- | ---- |
| Monsieur Sans-Gene             | Devil-May-Care                 | Sidney Franklin                  | 1929 |
| Rasputin y la zarina           | Rasputin and the Empress       | Richard Boleslawski              | 1932 |
| La reina Cristina (de Suecia)  | Queen Christina                | Rouben Mamoulian                 | 1933 |
| Las vírgenes de Wimpole Street | The Barretts of Wimpole Street | Sidney Franklin                  | 1934 |
| What Every Woman Knows         | What Every Woman Knows         | Gregory La Cava                  | 1934 |
| Ana Karenina                   | Anna Karenina                  | Clarence Brown                   | 1935 |
| Mares de China                 | China Seas                     | Tay Garnett                      | 1935 |
| David Copperfield              | David Copperfield              | George Cukor                     | 1935 |
| Motín / Rebelión a bordo       | Mutiny on the Bounty           | Frank Lloyd                      | 1935 |
| Marietta, la traviesa          | Naughty Marietta               | Robert Z. Leonard, W.S. Van Dyke | 1935 |
| Una noche en la ópera          | A Night at the Opera           | Sam Wood                         | 1935 |
| Historia de dos ciudades       | A Tale of Two Cities           | Jack Conway                      | 1935 |
| Ella, él y Asta                | After the Thin Man             | W.S. Van Dyke                    | 1936 |
| La buena tierra                | The Good Earth                 | Sidney Franklin                  | 1937 |
| María Antonieta                | Marie Antoinette               | W.S. Van Dyke                    | 1938 |
| La delicia de los idiotas      | Idiot's Delight                | Clarence Brown                   | 1939 |
| El mago de Oz                  | The Wizard of Oz               | Victor Fleming                   | 1939 |
| Paso al noroeste               | Northwest Passage              | King Vidor                       | 1940 |
| Más fuerte que el orgullo      | Pride and Prejudice            | Robert Z. Leonard                | 1940 |
| Ven a vivir conmigo            | Come Live With Me              | Clarence Brown                   | 1941 |
| De corazón a corazón           | Blossoms in the Dust           | Mervyn LeRoy                     | 1941 |
| La señora Miniver              | Mrs. Miniver                   | William Wyler                    | 1942 |
| Me casé con un ángel           | I Married An Angel             | W.S. Van Dyke, Roy Del Ruth      | 1942 |
| Niebla en el pasado            | Random Harvest                 | Mervyn LeRoy                     | 1942 |
| La comedia humana              | The Human Comedy               | Clarence Brown                   | 1943 |
| Madame Curie                   | Madame Curie                   | Mervyn LeRoy                     | 1943 |
| Fuego de juventud              | National Velvet                | Clarence Brown                   | 1944 |
| Treinta segundos sobre Tokio   | Thirty Seconds Over Tokyo      | Mervyn LeRoy                     | 1944 |
| Estirpe de dragón              | Dragon Seed                    | Jack Conway, Harold S. Bucquet   | 1944 |
| Las rocas blancas de Dóver     | The White Cliffs of Dover      | Clarence Brown                   | 1944 |
| El retrato de Dorian Gray      | The Picture of Dorian Gray     | Albert Lewin                     | 1945 |
| No eran imprescindibles        | They Were Expendable           | John Ford                        | 1945 |
| Los verdes años                | The Green Years                | Victor Saville                   | 1946 |
| El despertar                   | The Yearling                   | Clarence Brown                   | 1946 |
| Mar de hierba                  | The Sea of Grass               | Elia Kazan                       | 1947 |

## Premios y distinciones
Premios Óscar
| Año  | Categoría                                              | Película                                        | Resultado |
| ---- | ------------------------------------------------------ | ----------------------------------------------- | --------- |
| 1936 | Mejor orquestación                                     | Motín / Rebelión a bordo (Mutiny on the Bounty) | Nominado  |
| 1938 | Mejor orquestación                                     | Primavera (Maytime)                             | Nominado  |
| 1939 | Banda sonora original                                  | María Antonieta (Marie Antoinette)              | Nominado  |
| 1939 | Mejor orquestación                                     | Enamorados (Sweethearts)                        | Nominado  |
| 1940 | Mejor banda sonora original                            | El mago de Oz (The Wizard of Oz)                | Ganador   |
| 1941 | Mejor banda sonora original                            | El puente de Waterloo (Waterloo Bridge)         | Nominado  |
| 1942 | Mejor orquestación de una película musical             | El soldado de chocolate (The Chocolate Soldier) | Nominado  |
| 1943 | Mejor banda sonora de una película dramática o comedia | Niebla en el pasado (Random Harvest)            | Nominado  |
| 1944 | Mejor orquestación de una película musical             | El desfile de las estrellas (Thousands Cheer)   | Nominado  |
| 1944 | Mejor banda sonora de una película dramática o comedia | Madame Curie                                    | Nominado  |
| 1945 | Mejor banda sonora de una película dramática o comedia | El príncipe mendigo (Kismet)                    | Nominado  |
| 1946 | Mejor banda sonora de una película dramática o comedia | El valle del destino (The Valley of Decision)   | Nominado  |